# Prueba del agua amarga
La prueba del agua amarga es una prueba de la fidelidad conyugal ante los sacerdotes del Templo de Jerusalén sobre la cual habla el Libro de Números (V, 11-28). 
Era una ceremonia que tenía lugar entre los judíos y consistía en dar a la mujer cuyo marido dudaba de su fidelidad pero no tenía pruebas válidas (de ser así la adúltera era castigada con la lapidación) cierta porción de agua mezclada con polvo del tabernáculo y jugo de algunas hierbas amargas. Si era inocente concebía un hijo en el plazo de un año que alumbraba sin sufrir apenas dolor. Si era adúltera, perdía el color, se le giraban los ojos en la cabeza y moría en el acto al igual que su cómplice. A esta agua se le llamaba también agua de celos.
Algunas leyendas cristianas primitivas contenidas en los evangelios apócrifos cuentan una historia sobre la denuncia de María madre de Jesús, quienes la obligan a someterse a la prueba del agua amarga.